# Harold Ernest Vokes
Harold Ernest Vokes (* 27. Juni 1908 in Windsor, Ontario; † 16. September 1998 in Hammond, Louisiana) war ein US-amerikanischer Malakologe und Paläontologe. Er war später spezialisiert auf Muscheln (Bivalvia) und lehrte an der Tulane University.

## Leben
Vokes wurde in Kanada geboren, zog aber mit zwölf Jahren mit der Familie nach Pasadena, wo er das Occidental College besuchte, und studierte an der University of California, Berkeley, an der er 1935 promoviert wurde. Als Post-Doktorand war er bei Carl Dunbar am Peabody Museum of Natural History der Yale University. 1937 wurde er Assistant Curator und 1941 Associate Curator am American Museum of Natural History. Während des Zweiten Weltkriegs ging er 1943 zum United States Geological Survey und suchte in der Green-River-Wüste nach Uran. Auch nach dem Krieg arbeitete er bis 1956 für den USGS in den Sommermonaten (Status des WAE, when actually employed), für die er in den Küstengebirgen von Oregon kartierte und unter den Columbia-Plateaubasalten nach Öl suchte. Er war ab 1945 an der Johns Hopkins University, an der er 1947 Professor für Geologie wurde. 1956 kam er als Professor für Geologie an die Tulane University, wo er die Paläontologie aufbaute. Von 1957 bis 1966 stand er der Fakultät für Geologie vor. 1972 wurde er W. R. Irby Professor für Geologie und 1978 wurde er emeritiert.
Er heiratete 1959 die Malakologin und Paläontologin Emily H. Vokes, die ebenfalls Professorin an der Tulane University war und mit der er zusammenarbeitete. Sie war auf Stachelschnecken spezialisiert. Zusammen erkundeten sie die Molluskenfauna an der Atlantikküste von Nord- und Südamerika und Fossilfundstellen in Florida, Mexiko, Costa Rica, Panama und der Dominikanischen Republik. Aus der Ehe gingen vier Kinder hervor.
1971 war er Gastprofessor an der Universität von Rio Grande do Sul in Brasilien. 1952/53 suchte er für das Philippine Bureau of Mines Kohle auf den Philippinen.
Er forschte unter anderem über Süßwassermuscheln in Indien und marine Fossilien des Eozän in Kalifornien und war als Guggenheim Fellow im Libanon, wo er die Geologie und Paläontologie der Bergregionen studierte und speziell die Mollusken aus der Kreide.
Er gründete die Tulane Studies in Geology and Paleontology. Von 1974 bis 1976 war er Präsident des Paleontological Research Institute.
1951 war er Präsident der Paleontological Society und von 1940 bis 1949 deren Sekretär sowie 1952 Vizepräsident der Geological Society of America.

## Schriften
- Genera of the Bivalvia: A Systematic and Bibliographic Catalogue, Paleontological Research Institute, 2. Auflage 1980 (zuerst 1967, Addendum 1990)